# Victoria (Buenos Aires)
Victoria é uma localidade da cidade de San Fernando, situada na província de Buenos Aires, Argentina; na zona centro-este da província e parte integral da Grande Buenos Aires.